# La Estrella (Toledo)
La Estrella es un municipio y localidad española de la provincia de Toledo, en la comunidad autónoma de Castilla-La Mancha. El término municipal tiene una población de 267 habitantes (INE 2024).

## Toponimia
El término Estrella podría derivarse del latín stela, término que ha aparecido en las lápidas sepulcrales encontradas en su término.

## Geografía
El municipio se encuentra situado en el declive de una loma que se prolonga de sureste a noroeste. Pertenece a la comarca de La Jara y linda con los términos municipales de Navalmoralejo al norte, Aldeanueva de Barbarroya al norte y este, La Nava de Ricomalillo al este, El Campillo de la Jara y Aldeanueva de San Bartolomé al sur, en la provincia de Toledo, y Villar del Pedroso en la de Cáceres.
Por su término fluye de sureste a noroeste el río Huso.

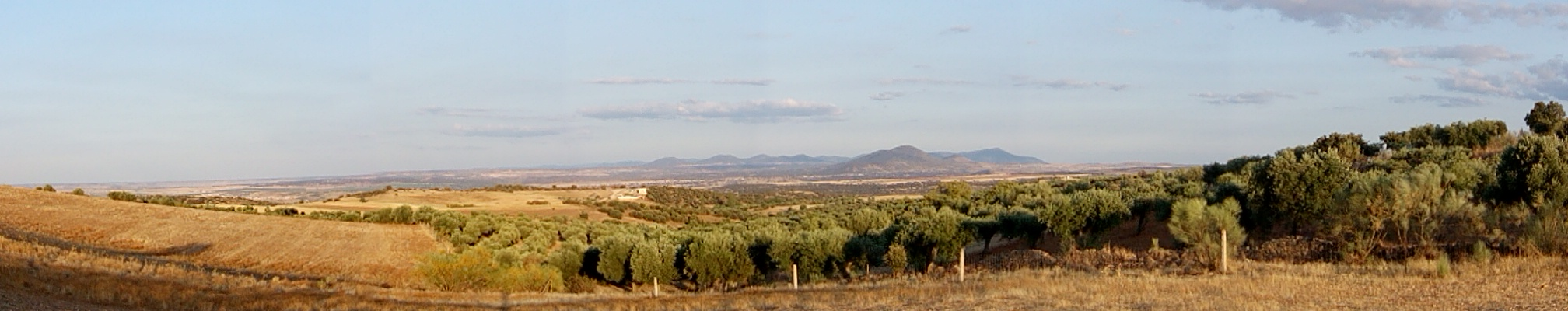
Vista del cerro de la Estrella

## Historia
Aunque conocida desde el siglo XIV, en cuyos comienzos fue repoblada, se tienen pocos datos históricos del municipio. Es probable que fuera habitada en la época romana por los restos arqueológicos encontrados. En lo alto de una sierra que los lugareños llaman Ancha, se encuentra lo que parece ser un castro de la Edad del Hierro.
Perteneció al señorío de Talavera de la Reina y al de los arzobispos de Toledo.
A mediados del siglo XIX contaba con 216 casas y una escuela dotada con fondos públicos con 2500 reales, a la que asistían 80 niños. Su economía se basaba en la producción de trigo, cebada, centeno, algo de aceite y garbanzos, en la cría de ganado cabrío y en la abundante caza.

## Demografía
Cuenta con una población de 267 habitantes (INE 2024).
| Gráfica de evolución demográfica de La Estrella entre 1842 y 2021                                                     |
| |
| Población de derecho según los censos de población del INE. Población de hecho según los censos de población del INE. |

## Símbolos
Escudo mantelado en punta: 1.º, de azur, un castillo, de oro; 2.º, de oro, la cruz de Calatrava y, en el mantel, de sinople, flor de la jara de plata y su semilla de oro. Al timbre, corona real cerrada.
Encomendada su justifición histórica al Dr. Fernando Jiménez de Gregorio, el heraldista José Luis Ruz Márquez realizó el escudo de La Estrella descrito; tras ser dictaminado por la Real Academia de la Historia, fue aprobado por decreto n.º 6 de la Presidencia de la Junta de Comunidades de Castilla-La Mancha de 28 de enero de 1986.

## Administración
| Periodo   | Nombre                             | Partido |
| --------- | ---------------------------------- | ------- |
| 1979-1983 | Posidio Moreno Jiménez             | PSOE    |
| 1983-1987 | Posidio Moreno Jiménez             | PSOE    |
| 1987-1991 | Posidio Moreno Jiménez             | PSOE    |
| 1991-1995 | Posidio Moreno Jiménez             | PSOE    |
| 1995-1999 | Posidio Moreno Jiménez             | PSOE    |

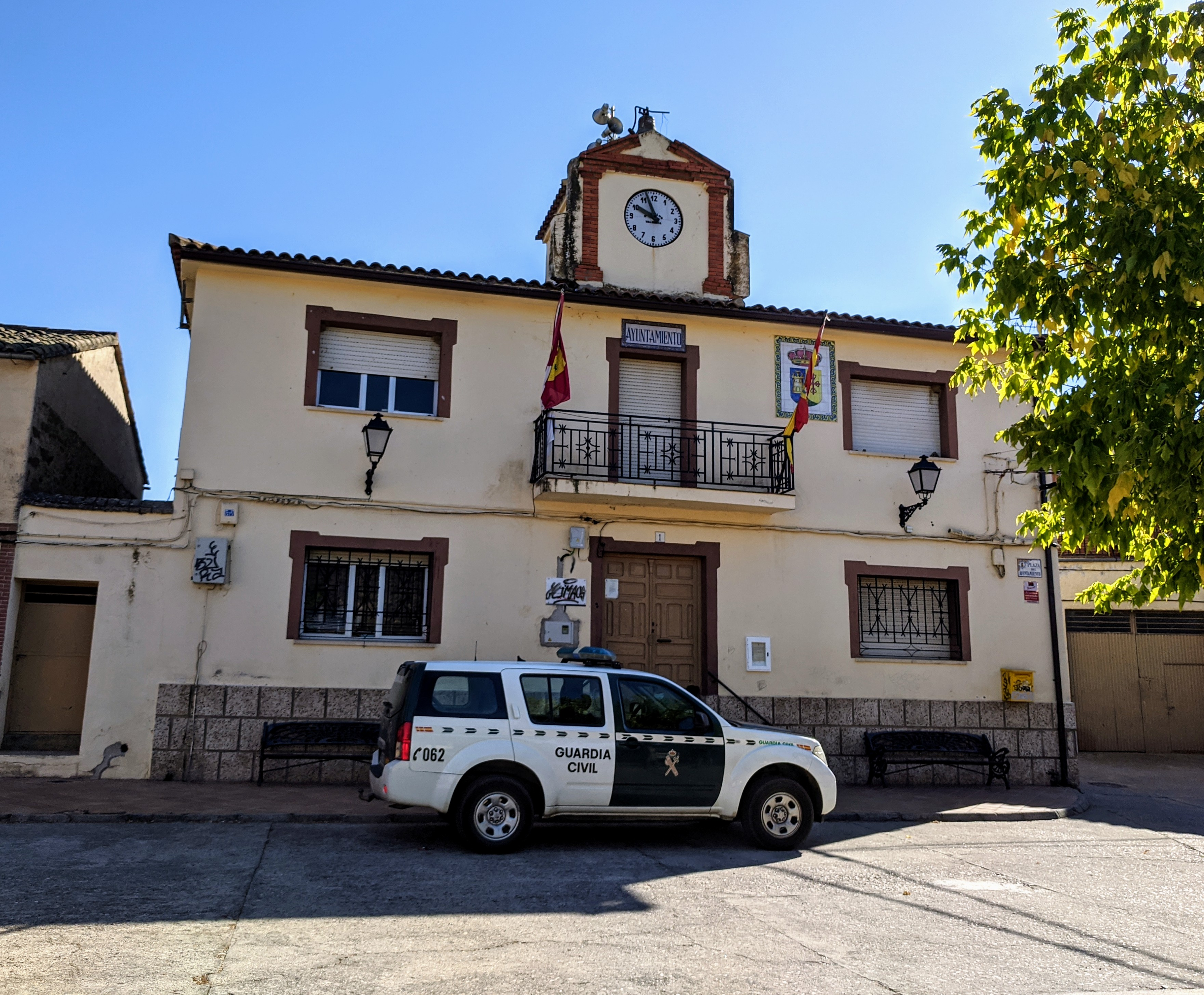
Casa consistorial

| 1999-2003 | Jorge Juan Curiel López de Arcaute | PSOE    |
| 2003-2007 | Jorge Juan Curiel López de Arcaute | PSOE    |
| 2007-2011 | Agustín Martín Cantero             | PSOE    |
| 2011-2015 | Agustín Martín Cantero             | PSOE    |
| 2015-2019 | Julio Heras Caja                   | PP      |
| 2019-2023 | Alfonso Caja Yuncal                | PSOE    |

## Patrimonio

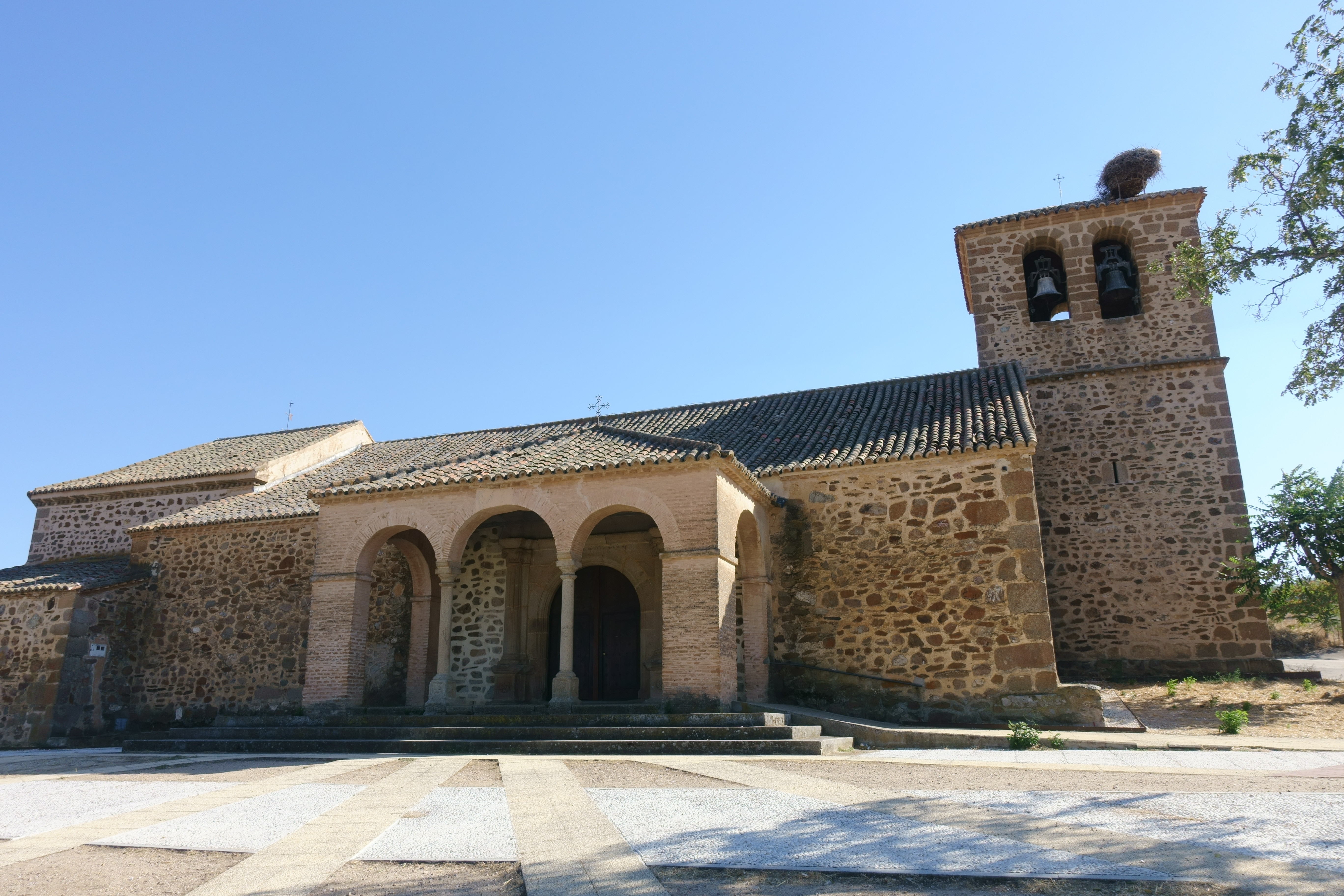
Iglesia de Nuestra Señora de la Asunción

A destacar la iglesia parroquial de Nuestra Señora de la Asunción, con una talla del siglo XX en madera policromada realizada en los años 1940 por la artista de La Calzada de Oropesa Francisca García Garcia.

## Fiestas
- San Antón: 17 de enero.
- Carnavales
- Matanza: segundo fin de semana de marzo.
- Sábado santo: "Calvote" día de comida en el campo.
- Feria de la Jara: 30 de mayo.
- Festival de música electrónica MINEGROS: primer sábado de julio.
- 15 agosto: Patrona Virgen de la Asunción.